# Osorkon II.
Osorkon II. Sibaste regierte von 881 / 880 v. Chr. bis 852 / 851 v. Chr. als 5. altägyptischer Pharao (König) der 22. Dynastie (Dritte Zwischenzeit).

## Titulatur

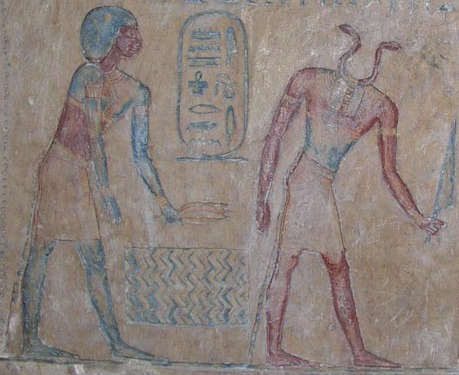
Kartusche Osorkon II. aus dessen Grab in Tanis

- Nebti-Name: Der die beiden (Landes)teile vereinigt wie der Sohn der Isis (Zusätze: indem er die beiden Kronen in Frieden vereint; der die Götter zufriedenstellt mit dem Tun der Maat)
- Goldname: Mit großer Kraft, der die Asiaten schlägt, groß an Ansehen

## Familie
Osorkon II. war der Sohn des Takelot I. und der Kapes. Osorkon II. hatte drei Gemahlinnen. Von seiner 1. Gemahlin Karoma stammen drei Töchter und zwei Söhne (Scheschonq D und Hornacht B), von seiner 2. Gemahlin Djedmutiues der Hohepriester des Amun von Theben Namilt (II.), Vater der Gemahlin Takelots II. Seine dritte Gemahlin hieß Isetemachbit. Mit ihr hatte er anscheinend keine Kinder.

## Herrschaft
Zur Festigung seiner Macht ließ er hohe Stellungen mit seinen Söhnen besetzen. Mit der Ernennung von Harsiese, ob von Osorkon II. selbst oder noch von seinem Vater Takelot I. ist unklar, wurde möglicherweise die Regel gebrochen, dass niemand Hohepriester werden soll, dessen Vater bereits Hohepriester gewesen war. Man wollte damit konkurrierende Herrscherdynastien verhindern. Harsiese hat dann auch im Süden die Macht an sich gerissen. Nach dessen Tod setzte Takelot I. seinen Sohn Namilt (II.), Hohepriester und General in Herakleopolis, als Nachfolger ein. Hohepriester des Ptah in Memphis war sein ältester Sohn Scheschonq D; Hohepriester des Amun-Re von Tanis war der noch als Jugendlicher verstorbene Hornacht B, dem in Sakkara eine (usurpierte) Statue errichtet wurde.
Aus seinem dritten Regierungsjahr (879 v. Chr.) stammt eine Inschrift aus dem Tempel von Luxor, die ein Fest vom 1. Augustgreg. (12. Tybi) anlässlich der eingetretenen Nilschwemme erwähnt. Amun-Re galt dabei der Dank als „Bringer der Nilschwemme“.

### Bautätigkeit
In Tanis fügte er dem Amuntempel einen Vorhof mit Torbau hinzu und im Osten dieses Tempelbezirks wurde ein weiteres Sanktuar errichtet. Sein Grab liegt innerhalb der Mauern dieses Amuntempels (Grab V). Es war bei seiner Entdeckung 1939 durch Pierre Montet ausgeraubt. In ihm wurde auch Harnacht bestattet.
In einem Zyklus im Festportal des Tempels von Bubastis ließ er das in seinem 22. Jahr begangene Sedfest darstellen. Normalerweise wurde das Sedfest erst im 30. Jahr eines Herrschers begangen, so dass anzunehmen ist, dass es als Bezugspunkt für die Zählung der Regierung des Takelot I. genommen wurde, da dieser etwa sieben Jahre regiert haben soll.

### Darstellungen
Neben zahlreichen Reliefdarstellungen, die ihn stets jugendlich-idealisiert zeigen wie beispielsweise in seiner Grabkammer in Tanis, auf mehreren Tempelblöcken und einem Naos aus Bubastis, sowie auf Landstiftungsstelen ist Osorkon II. auch durch Statuen bekannt. Allerdings handelt es sich bei allen seinen größerformatigen Statuen aus Stein – einschließlich der häufig abgebildeten sogenannten „Philadelphia-Cairo-Statue Osorkons II.“) – um für Osorkon II. lediglich umgearbeitete Werke aus früherer Zeit. Nur eine fragmentarische Statuette aus Bubastis (eine Kniefigur ohne Oberkörper aus gebranntem Speckstein, Kairo JE 41678) ist ein Originalwerk seiner Regierungszeit. Hinzu kommen noch einige Kniefiguren aus Bronze, die Osorkon II. zugewiesen werden können. Eine kleine, als Amulettanhänger verwendbare und mit „Osorkon II.“ beschriftete Figurengruppe aus Gold und Lapislazuli zeigt wohl Osorkon II. als Osiris (siehe Bild oben).

### Außenpolitik
Nach dem Vorbild Scheschonq I. und Osorkon I. stiftete er eine (ältere, umgearbeitete) Statue nach Byblos. Ein Alabastergefäß aus dem Palast des Omri und Ahab in Samaria bezeugt Beziehungen zwischen beiden Ländern. Sie bildeten vermutlich eine gemeinsame Abwehr gegen das assyrische Reich unter Assurnasirpal II. und Salmanassar III. Bei der Schlacht von Qarqar 853 v. Chr., in der Hamath, Damaskus, Israel und weitere Fürstentümer (u. a. Byblos) Assyrien zurückschlagen konnten, kämpfte ein ägyptisches Kontingent von 1.000 Soldaten mit.

## Sein Tod
Osorkon II. starb kurz nach der Schlacht von Qarqar, dem Sedfest und dem Begräbnis des Apisstieres. Sein Nachfolger in Unterägypten wurde Scheschonq III., dessen Abstammung ungeklärt ist, der aber wohl kein Sohn Osorkons II. war. Der Sohn Osorkons II. namens Scheschonq (ein Hohepriester des Ptah von Memphis) überlebte zwar anscheinend seinen Vater, doch gelangte er nicht zur Herrschaft. Er wurde nachweislich unter Scheschonq III. als Hohepriester bestattet. Takelot II. herrschte dagegen, parallel zu Scheschonq III., ausschließlich in Oberägypten.